# انتقال بی‌سیم
وایرلس یا شبکه بدون سیم یکی از روشهای انتقال اطلاعات است.در این روش اطلاعات با مدوله شدن بر امواج به فواصل دور فرستاده می‌شوند. دراین نوع شبکه به یک فرستنده و یک گیرنده نیاز می‌باشد که البته با توجه به دو طرفه بودن تبادل اطلاعات این بیان کمی ناقص به نظر می‌رسد. تبادل اطلاعات در این تکنولوژی با استفاده از امواج و سیگنال ها امکان پذیر می باشد و کاربران را از استفاده سیم و کابل بی نیاز می سازد. مهم‌ترین کاربرد رادیو وایرلس را می‌توان انتقال و جابجایی داده‌ها، صوت و تصاویر بدون محدودیت مکانی دانست. این امکانات به واسطه آنتن‌های بی‌سیم صورت می پذیرد. استفاده از رادیو بی‌سیم در سازمان‌ها و موسسات بزرگ کارایی بالایی دارد به علاوه در انتقال فایل‌ها در دوربین مدار بسته نیز نقش مهمی را ایفا کرده است.